# Pogromul de la Chișinău (1905)
Pogromul de la Chișinău din 1905 a fost un incident violent care a avut loc în data de 19 octombrie 1905 la Chișinău, după doi ani și jumătate de la pogromul din 1903.

## Cauze
Un element important în manipularea populației creștine pentru a se ridica împotriva evreilor l-a constituit și publicarea, în 1903, de către poliția secretă țaristă, a broșurii Protocoalele înțelepților Sionului, ce au indus o receptare ostilă a edictelor de reformă din 1905 care, pe lângă înființarea Dumei, au acordat și drept de vot evreilor.
De asemenea, victoria indiscutabilă a Japoniei în Războiul Ruso-Japonez (încheiat prin semnarea tratatului de la Portsmouth pe 5 septembrie 1905), care a pricinuit distrugerea totală a flotei maritime și a mai multor armate de infanterie rusești precum și cedarea jumătății sudice a insulei Sahalin Japoniei, a stârnit în Rusia învinsă un val de naționalism și xenofobie.

## Desfășurarea
De data aceasta pogromul a început sub forma unui protest împotriva țarului Nicolae al II-lea al Rusiei (în contextul Revoluției ruse din 1905), proteste care au degenerat într-un atac împotriva evreilor. În cursul violențelor au fost uciși 19 evrei și 56 de evrei au fost grav răniți.
Comunitatea evreiască din Chișinău nu a mai fost luată pe nepregătite. A fost organizat un grup de 200 de evrei, jumătate din ei înarmați, care au apărat populația evreiască și au produs pierderi în rândurile pogromiștilor.

## Urmări
Pogromurile din 1903 și 1905 au influențat puternic comunitatea evreiască din Moldova, determinând mii de evrei să emigreze în Statele Unite ale Americii.

## In memoriam
Pentru comemorarea acestor atrocități, la Chișinău, pe strada Milano, a fost ridicat „Memorialul pogromului împotriva evreilor din 1903-1905”.